# اوکورا گوشو

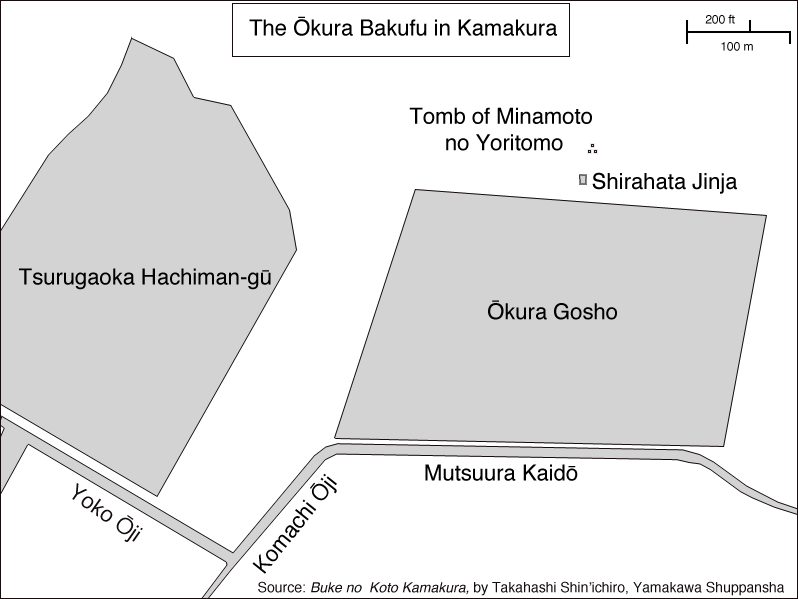

اوکورا گوشو (به ژاپنی: 大倉御所 おおくらごしょ)، اوکورا باکوفو (به ژاپنی: 大蔵幕府 Ōkura Bakufu)، نامی است که در ژاپن به اولین دولت شوگون (شوگون‌سالاری کاماکورا) میناموتو نو یوریتومو، استان کاناگاوا داده شده است.
نام مکان در کاماکورا، کاناگاوا، استان کاناگاوا، جایی است که «قصر یوریتومو» در آن قرار داشت. اوکورا به عنوان منطقه ای بین تسوروگائوکا هاچیمانگو، گذرگاه آساینا، نامریگاوا (رود نامری) و معبد ذن زوئیسن-جی تعریف می‌شود.
این مکان تا سال ۱۲۲۵ مقر شوگون‌سالاری بود.